# 1900 au Canada
Pour un article plus général, voir Chronologie du Canada.
Cet article traite des événements qui se sont produits durant l'année 1900 au Canada.

## Événements

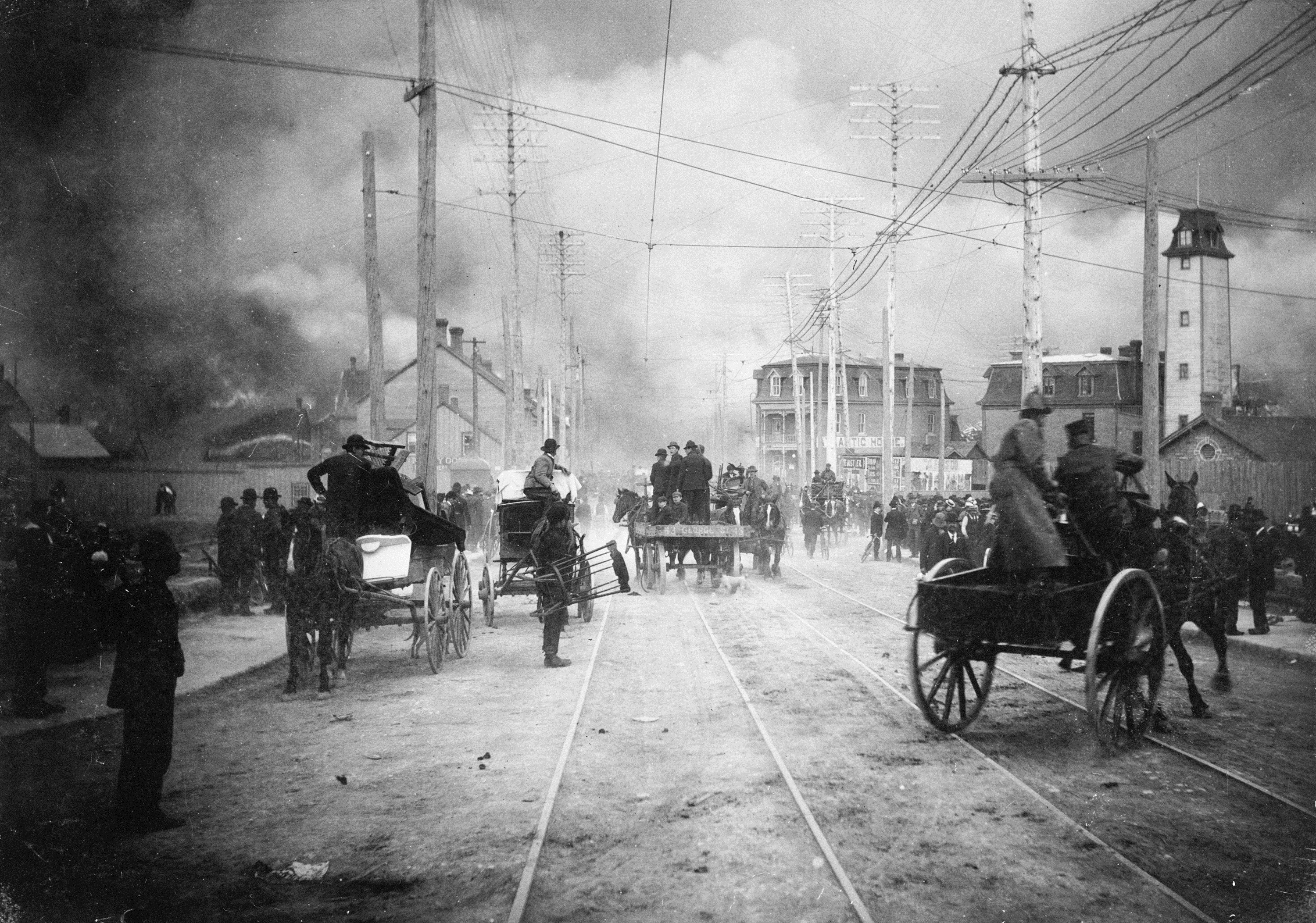
26 avril : grand incendie de Hull (Québec) et Ottawa

### Politique

Élection fédérale de 1900

- 8 janvier : Hugh John Macdonald devient Premier ministre du Manitoba, remplaçant Thomas Greenway.

- 27 février : Charles Augustus Semlin est démis de ses fonctions de Premier ministre de la Colombie-Britannique.
- 28 février : Joseph Martin devient Premier ministre de la Colombie-Britannique.

- 26 avril : les deux tiers de Hull (Québec), est détruit par un incendie majeur.

- 15 juin : James Dunsmuir devient Premier ministre de la Colombie-Britannique, remplaçant Joseph Martin.

- 31 août : Lemuel John Tweedie devient Premier ministre du Nouveau-Brunswick, remplaçant Henry Emmerson.

- 8 octobre : Simon-Napoléon Parent devient Premier ministre du Québec, remplaçant Félix-Gabriel Marchand. Mise en place de son gouvernement.
- 29 octobre : Rodmond Palen Roblin devient premier du Manitoba, remplaçant Hugh John Macdonald

- 7 novembre : 
  - élection fédérale canadienne de 1900. Wilfrid Laurier est reconduit au pouvoir;
  - élection générale québécoise de 1900. Les libéraux de Simon-Napoléon Parent conservent le pouvoir.

- Le gouvernement fédéral double la taxe sur les immigrants chinois.
- Visite royale de la princesse Marie-Louise de Schleswig-Holstein.

### Seconde guerre des Boers

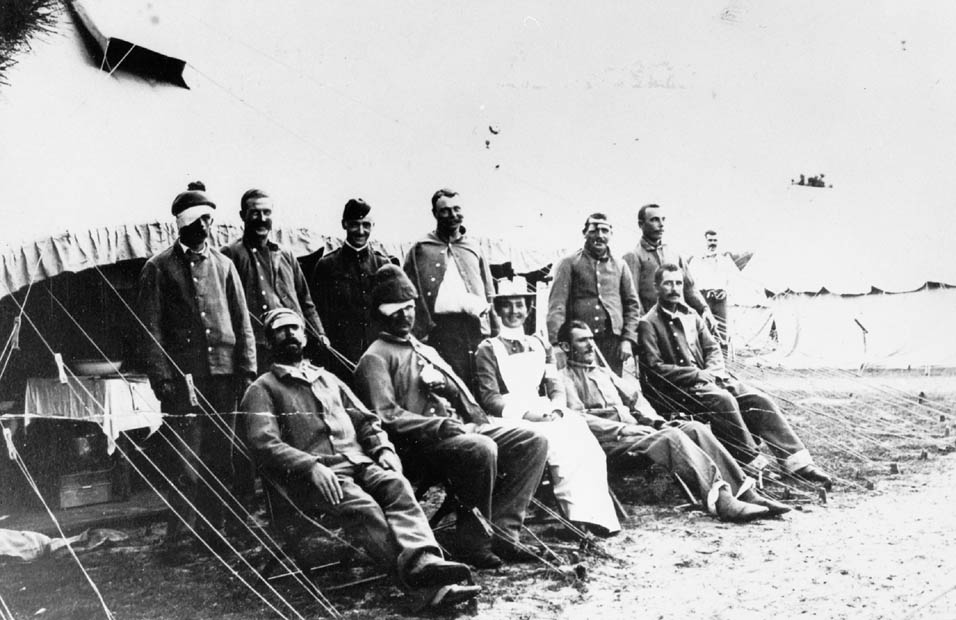
Infirmerie du premier contingent canadien lors de la guerre des Boers en Afrique du sud

- 18 février – 27 février : The Royal Canadian Regiment joue un rôle décisif dans la bataille de Paardeberg
- 16 mars : Lord Strathcona's Horse part pour l'Afrique du Sud.
- 7 novembre : la bataille de Leliefontein commence. Trois canadiens reçoivent la Victoria Cross pour leur valeur au combat.

### Justice
- La province de l'Île-du-Prince-Édouard adopte une loi sur la prohibition d'alcool.

### Sport

#### Hockey
- Février : Les Shamrocks de Montréal remportent la Coupe Stanley contre les Victorias de Winnipeg.
- Mars : les Shamrocks de Montréal remportent encore la Coupe Stanley contre les Crescents de Halifax.

#### Jeux olympiques d'été de 1900
- Première participation du Canada aux Jeux olympiques à Paris.
- George Orton remporte la médaille d'or au 2500 mètres steeple.

### Économie

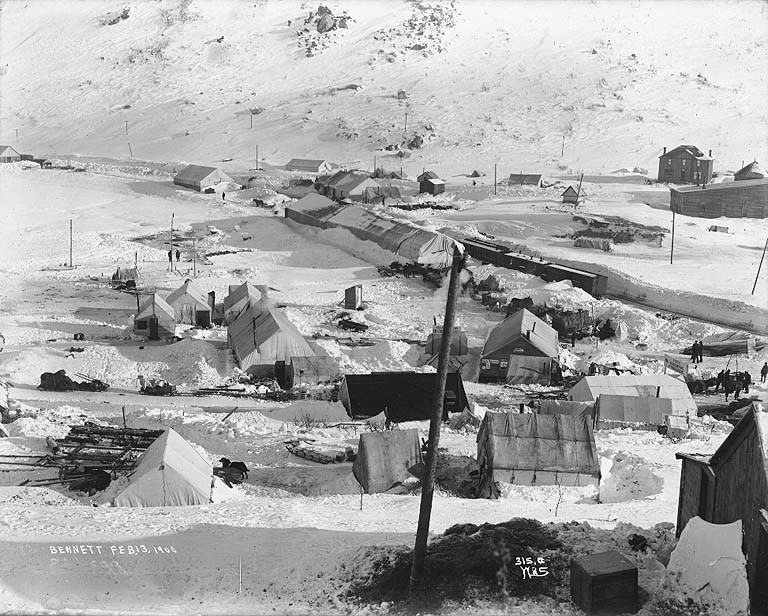
The White Pass & Yukon Railroad, Colombie Britannique

- Mise en service du Low Level Bridge, pont ferroviaire métallique de 213 mètres de longueur franchissant la North Saskatchewan River à Edmonton[1].
- 29 juillet : ouverture du chemin de fer White Pass and Yukon Route.

- 6 novembre : début du Mouvement Desjardins au Québec. Alphonse Desjardins fonde à Lévis la première caisse populaire.

- Flot d’émigration vers les Territoires du Nord-Ouest au Canada.

### Science
- Le Bison d'Amérique du Nord est proche de l'extinction. L'espèce est préservée et va survivre.

### Culture
- 12 août : inauguration du Théâtre national (Montréal).

## Naissances
- Jovette Bernier, écrivaine.
- 8 janvier: Solon Earl Low, homme politique et chef du crédit social.
- 18 février : Juliette Petrie, comédienne du burlesque.
- 19 avril: Roland Michener, gouverneur général du Canada.
- 25 mai: Alain Grandbois, poète.
- 29 mai: Antonio Talbot, homme politique.
- 23 juillet : John Babcock. dernier soldat à survivre à la Première Guerre mondiale.
- 13 août : Gordon Sparling, cinéaste.
- 6 septembre: W.A.C. Bennett, Premier ministre de la Colombie Britannique.
- 2 octobre : Albert Jutras, radiologiste.
- 20 novembre : Athole Shearer (en), actrice.
- 24 décembre : Joey Smallwood, Premier ministre de Terre-Neuve.

## Décès
- 1er mars : Frederick Carter (en), Premier ministre de Terre-Neuve.
- 11 août : Georges Isidore Barthe, homme politique fédéral provenant du Québec.
- 25 septembre : Félix-Gabriel Marchand, Premier ministre du Québec alors qu'il était en fonction.
- 21 décembre : Désiré Olivier Bourbeau, homme politique.
- Théophile-Pierre Bédard, historien.